# Rapala VMC Corporation
Rapala VMC Corporation или Рапала — финская компания-производитель рыболовного снаряжения.
Специализируется на производстве искусственных рыболовных приманок — воблеров, рыболовных крючков, филейных ножей для разделки рыбы, прочих рыболовных приспособлений, туристической одежды.
Основные заводы компании расположены в Финляндии, Франции, Эстонии, России и Китае. В настоящее время компания владеет торговыми марками: Rapala, VMC, Storm, Blue Fox, Luhr Jensen, Williamson, Marttiini, Dynamite Baits и Sufix. 
Сумма продаж в 2007 году составила 242 миллионов ЕВРО. В компании работает около 3500 человек в 30 странах мира.

## История компании
Основана финским изобретателем Лаури Рапала после окончания Второй мировой войны. В 1930-х годах финский рыбак Лаури Рапала, наблюдая за хищной рыбой на озере Пяйянне, заметил, что она атакует раненых мальков, плывущих с характерным покачиванием.  Это наблюдение стало основой для разработки новых методов рыболовства.
В 1936 году Лаури создал свою первую успешную рыболовную приманку из пробки, фольги от шоколадных батончиков и расплавленной фотоплёнки.  Приманка имитировала движения раненого малька, что, по легенде, позволяло Лаури вылавливать до 270 кг рыбы в день.  Эта приманка стала прототипом Original Floating™ Rapala.

## Интересно
Успеху фирмы Рапала на американском рынке немало поспособствовало стечение обстоятельств. Реклама его приманок в 1962 году оказалась размещена в августовском номере журнала «Life», посвящённом смерти Мэрилин Монро. Тираж журнала разошёлся тиражом 3 млн. экземпляров и американское представительство фирмы Rapala после этого было буквально завалено заказами приманок.